# 奈良県道229号上池原下桑原線
奈良県道229号上池原下桑原線（ならけんどう229ごう かみいけはらしもくわはらせん）は、奈良県吉野郡下北山村を通る一般県道である。

## 概要
吉野郡下北山村大字浦向から吉野郡下北山村大字下桑原に至る。
国道169号から下北山村役場、国道425号への短絡道路となる。

### 路線データ
- 起点：吉野郡下北山村大字浦向[1]（国道169号交点）
- 終点：吉野郡下北山村大字下桑原[1]（国道425号交点）
- 総延長：6.4 km[1]

## 歴史
- 2013年（平成25年）4月5日 - 佐田工区（延長0.6 km）が開通[1]。

## 地理

### 通過する自治体
- 奈良県
  - 吉野郡下北山村

### 交差する道路
| 交差する道路 | 交差する場所 | 交差する場所 |
| ------------ | ------------ | ------------ |
| 国道169号    | 大字下桑原   | 起点         |
| 国道425号    | 大字浦向     | 終点         |

### 沿線
- 北山川（起点付近）
- 桑原簡易郵便局
- 下北山村郵便局（終点付近）
- 下北山村役場（終点付近）